# Dianthus macranthoides
Dianthus macranthoides là loài thực vật có hoa thuộc họ Cẩm chướng. Loài này được Hausskn. ex Bornm. mô tả khoa học đầu tiên năm 1906.